# THE MUSIC DAY
『THE MUSIC DAY』（ザ ミュージックデイ）は、日本テレビ系列で2013年から毎年1回、夏（7月上旬）の土曜日に幕張メッセから生放送されている大型音楽番組。

## 概要
毎年年末に放送されている『日テレ系音楽の祭典 ベストアーティスト』から派生し、日本テレビ開局60年記念特別番組として2013年に第1回が放送された。
懐かしい名曲から最新曲まで、日本人に力をくれた名曲を紹介する。
第2回までのサブタイトルは『音楽のちから』だったが、第3回以降はサブタイトルは1年ごとに変わる。
第2回から第4回までのテーマ曲は中島みゆきの「時代」だったが、第5回からは布袋寅泰の「Music Day」がテーマ曲となった。第7回では再び「時代」を起用しながらも、並行して「Music Day」も使用している。第8回はカーペンターズの「Sing」がテーマ曲となった。
日本テレビ系列フルネット28局に関しては全編ネットワークセールスとなっており、フジテレビ系列とのクロスネット局であるテレビ大分でも、通常時の土曜日にフジテレビと同時ネットとする時間帯を含む一部時間帯を除いて全編放送されている。なお、11時55分 - 12時00分に放送される事前枠（第4回まで）は関東他一部地域でのみの放送となっている（ローカルセールス枠）。
なお、メイン会場の運営はソーゴー東京が行っており、ほかの日テレ系音楽番組主催イベントの運営も同様に行う。
レギュラー番組とのコラボ企画も行われ、これまで『嵐にしやがれ』、『世界の果てまでイッテQ!』、『月曜から夜ふかし』などの番組とコラボをしている。
基本的に番組の内容発表は総合司会を務める櫻井翔が出演している番組で行われ、2020年までは『嵐にしやがれ』の終盤で、2021年からは『1億3000万人のSHOWチャンネル』の終盤で実施されている。
第8回となる2020年は新型コロナウイルス感染拡大の影響で例年の7月から放送時期を遅らせ、9月12日の14時55分 - 22時54分（中断あり）に生放送された。例年通りに幕張メッセからの開催であるが、無観客での実施となった。2021年は2年ぶりに夏に放送され、引き続き無観客の上、日本テレビ番町スタジオからの生放送に変更されたが、10回目を迎える2022年は3年ぶりに有観客での開催となり、会場も2年ぶりに幕張メッセに戻った。11回目を迎える2023年は4年ぶりの声出しでの開催となり、同時にタイトルロゴも初めて一新。

## 放送日時・司会進行
| 回 | 放送日        | 放送時間                                                                                            | タイトル                             | 総合司会 | 司会・進行 | 司会・進行 | NEXTゲート          | NEXTゲート   | 大トリ           | 会場                   | 視聴率 | その他の出演者                                                                                                  |
| 回 | 放送日        | 放送時間                                                                                            | タイトル                             | 総合司会 | 男性       | 女性       | 男性                | 女性         | 大トリ           | 会場                   | 視聴率 | その他の出演者                                                                                                  |
| -- | ------------- | --------------------------------------------------------------------------------------------------- | ------------------------------------ | -------- | ---------- | ---------- | ------------------- | ------------ | ---------------- | ---------------------- | ------ | --- |
| 1  | 2013年7月6日  | 第1部 10:30 - 11:25 第2部 12:00 - 17:00 第3部 17:20 - 18:25 第4部 18:25 - 21:17 第5部 21:17 - 22:54 | THE MUSIC DAY2013 音楽のちから       | 櫻井翔   | 羽鳥慎一   | 徳島えりか | 桝太一              | （配置無し） | 嵐               | 幕張メッセ             | 14.5%  | コーナーMC：関ジャニ∞ その他：桐谷美玲、鈴木崇司                                                                |
| 2  | 2014年7月12日 | 第1部 12:00 - 17:00 第2部 17:20 - 19:00 第3部 19:00 - 22:54                                         | THE MUSIC DAY2014 音楽のちから       | 櫻井翔   | 羽鳥慎一   | 徳島えりか | 桝太一              | （配置無し） | 嵐               | 幕張メッセ             | 16.0%  | 宮城県七ヶ浜国際村ホール・進行：鈴江奈々 汐留ライブステージ進行：葉山エレーヌ                                   |
| 3  | 2015年7月4日  | 第1部 12:00 - 16:30 第2部 16:50 - 19:00 第3部 19:00 - 22:54                                         | THE MUSIC DAY2015 音楽は太陽だ。     | 櫻井翔   | 羽鳥慎一   | 徳島えりか | 桝太一              | 岩本乃蒼     | 嵐               | 幕張メッセ             | 15.7%  | 汐留ライブステージMC：マギー、葉山エレーヌ 川崎シンフォニックMC：鈴江奈々                                       |
| 4  | 2016年7月2日  | 第1部 12:00 - 16:30 第2部 16:50 - 19:00 第3部 19:00 - 22:54                                         | THE MUSIC DAY2016 夏のはじまり。     | 櫻井翔   | 羽鳥慎一   | 徳島えりか | 桝太一              | 尾崎里紗     | 嵐               | 幕張メッセ             | 14.2%  | 汐留ライブステージMC：マギー、笹崎里菜 座間シンフォニックMC：鈴江奈々                                           |
| 5  | 2017年7月1日  | 第1部 13:00 - 16:25 第2部 16:45 - 19:00 第3部 19:00 - 22:54                                         | THE MUSIC DAY2017 願いが叶う夏       | 櫻井翔   | 羽鳥慎一   | 徳島えりか | 桝太一              | 尾崎里紗     | 嵐               | 幕張メッセ             | 12.8%  | スペシャルサポーター：みやぞん（当時ANZEN漫才） 三軒茶屋シンフォニックMC：鈴江奈々 明治神宮野球場進行：岩本乃蒼 |
| 6  | 2018年7月7日  | 第1部 12:00 - 16:30 第2部 16:50 - 19:00 第3部 19:00 - 22:54                                         | THE MUSIC DAY 2018 伝えたい歌        | 櫻井翔   | 羽鳥慎一   | 徳島えりか | バカリズム 桝太一   | （不在）     | 嵐               | 幕張メッセ             | 14.9%  | 横浜進行：辻岡義堂 麹町進行：水卜麻美                                                                           |
| 7  | 2019年7月6日  | 第1部 13:30 - 15:00 第2部 15:00 - 16:30 第3部 16:50 - 19:00 第4部 19:00 - 22:54                     | THE MUSIC DAY 2019 時代              | 櫻井翔   | 羽鳥慎一   | 水卜麻美   | バカリズム 辻岡義堂 | （不在）     | 嵐               | 幕張メッセ             | 16.3%  | 東京ドイツ村進行：上重聡 富士急ハイランドコニファーフォレスト進行：佐藤梨那                                     |
| 8  | 2020年9月12日 | 第1部 14:55 - 16:30 第2部 16:50 - 19:00 第3部 19:00 - 22:54                                         | THE MUSIC DAY 2020 人はなぜ歌うのか? | 櫻井翔   | 羽鳥慎一   | 水卜麻美   | バカリズム          | 滝菜月       | 嵐               | 幕張メッセ             | 17.7%  | |
| 9  | 2021年7月3日  | 第1部 15:00 - 16:30 第2部 16:50 - 19:00 第3部 19:00 - 22:54                                         | THE MUSIC DAY 2021 音楽は止まらない  | 櫻井翔   | 羽鳥慎一   | 水卜麻美   | バカリズム          | 市來玲奈     | V6               | 日本テレビ番町スタジオ | 12.9%  | よみうりランド進行：岩本乃蒼                                                                                    |
| 10 | 2022年7月2日  | 第1部 15:00 - 16:30 第2部 16:50 - 19:00 第3部 19:00 - 22:54                                         | THE MUSIC DAY 2022 世代をつなぐ名曲  | 櫻井翔   | 羽鳥慎一   | 水卜麻美   | バカリズム          | 市來玲奈     | YOSHIKI          | 幕張メッセ             | 11.2%  | |
| 11 | 2023年7月1日  | 第1部 15:00 - 16:30 第2部 16:50 - 22:54                                                             | THE MUSIC DAY 2023 あなたを変えた音  | 櫻井翔   | 羽鳥慎一   | 水卜麻美   | バカリズム          | 市來玲奈     | 関ジャニ∞        | 幕張メッセ             | 10.7%  | 韓国進行：辻岡義堂 京セラドーム大阪進行：梅澤廉                                                                 |
| 12 | 2024年7月6日  | 第1部 15:00 - 16:30 第2部 16:50 - 22:54                                                             | THE MUSIC DAY 2024 サプライズ        | 櫻井翔   | 羽鳥慎一   | 水卜麻美   | バカリズム          | 市來玲奈     | 吉川晃司         | 幕張メッセ             | 9.1%   | 石川県産業展示館4号館進行：忽滑谷こころ ポートメッセなごや進行：畑下由佳                                        |
| 13 | 2025年7月5日  | 第1部 15:00 - 16:30 第2部 16:50 - 22:54                                                             | THE MUSIC DAY 2025 わたしの歌        | 櫻井翔   | 羽鳥慎一   | 水卜麻美   | バカリズム          | 市來玲奈     | Mrs. GREEN APPLE | 幕張メッセ             | 11.1%  | |

- 視聴率は各回の最終パートのものであり、ビデオリサーチ調べ、関東地区・世帯。
- 赤数字は最高視聴率、青数字は最低視聴率。
- 羽鳥は元日本テレビアナウンサー。
- 葉山、桝、尾崎、笹崎、上重は出演当時は日本テレビアナウンサー。
- 徳島、鈴木、鈴江、岩本、辻岡、水卜、佐藤、滝、市來、梅澤、忽滑谷、畑下は日本テレビアナウンサー。
- 2013年 - 2020年の大トリ（最終曲）は嵐なので、『櫻井さんはいません!』と羽鳥がコメントし、それに対して進行アナが相槌を打つシーンがあるのが恒例になっているが、2020年は嵐がトークに参加したため、前述の羽鳥のコメントはなかったが、大野が櫻井に対し一言コメントした。嵐が出演しない2021年はV6がトリを務めたため、V6が櫻井に対し一言コメントした。
- 2022年以降は発表時は羽鳥、水卜、バカリズムが司会、市來がNEXTゲートMCと発表されたが、実際には例年と同じ役割で、羽鳥が司会、水卜が進行、バカリズムと市來がNEXTゲートMCを務めた。ただし、バカリズムの役割は司会になっている。

## 出演アーティスト
第6回（2018年）
第7回（2019年）
第8回（2020年）
第9回（2021年）　
第10回（2022年）　
第11回（2023年）
第12回（2024年）
第13回（2025年）

## ネット局
| 放送対象地域   | 放送局                    | 系列                          | 備考      |
| -------------- | ------------------------- | ----------------------------- | --------- |
| 関東広域圏     | 日本テレビ（NTV）         | 日本テレビ系列                | 制作局    |
| 北海道         | 札幌テレビ（STV）         | 日本テレビ系列                |           |
| 青森県         | 青森放送（RAB）           | 日本テレビ系列                |           |
| 岩手県         | テレビ岩手（TVI）         | 日本テレビ系列                |           |
| 宮城県         | ミヤギテレビ（MMT）       | 日本テレビ系列                |           |
| 秋田県         | 秋田放送（ABS）           | 日本テレビ系列                |           |
| 山形県         | 山形放送（YBC）           | 日本テレビ系列                |           |
| 福島県         | 福島中央テレビ（FCT）     | 日本テレビ系列                |           |
| 山梨県         | 山梨放送（YBS）           | 日本テレビ系列                |           |
| 新潟県         | テレビ新潟（TeNY）        | 日本テレビ系列                |           |
| 長野県         | テレビ信州（TSB）         | 日本テレビ系列                |           |
| 静岡県         | 静岡第一テレビ（SDT）     | 日本テレビ系列                |           |
| 富山県         | 北日本放送（KNB）         | 日本テレビ系列                |           |
| 石川県         | テレビ金沢（KTK）         | 日本テレビ系列                |           |
| 福井県         | 福井放送（FBC）           | 日本テレビ系列                |           |
| 中京広域圏     | 中京テレビ（CTV）         | 日本テレビ系列                |           |
| 近畿広域圏     | 読売テレビ（ytv）         | 日本テレビ系列                |           |
| 鳥取県・島根県 | 日本海テレビ（NKT）       | 日本テレビ系列                |           |
| 広島県         | 広島テレビ（HTV）         | 日本テレビ系列                |           |
| 山口県         | 山口放送（KRY）           | 日本テレビ系列                |           |
| 徳島県         | 四国放送（JRT）           | 日本テレビ系列                |           |
| 香川県・岡山県 | 西日本放送（RNC）         | 日本テレビ系列                |           |
| 愛媛県         | 南海放送（RNB）           | 日本テレビ系列                |           |
| 高知県         | 高知放送（RKC）           | 日本テレビ系列                |           |
| 福岡県         | 福岡放送（FBS）           | 日本テレビ系列                |           |
| 長崎県         | 長崎国際テレビ（NIB）     | 日本テレビ系列                |           |
| 熊本県         | くまもと県民テレビ（KKT） | 日本テレビ系列                |           |
| 大分県         | テレビ大分（TOS）         | 日本テレビ系列 フジテレビ系列 | [ 注 14 ] |
| 鹿児島県       | 鹿児島読売テレビ（KYT）   | 日本テレビ系列                |           |

## スタッフ（第13回）
- 技術統括：岡田直紀（第13回）
- 美術統括：大川明子
- 総合TD：鈴木昭博
- 美術プロデューサー：上田貴博（第13回）
- 美術・技術協力：NiTRO、日テレアート、YTV、日放、共立ライティング、東宝舞台、シミズオクト、俳優座劇場、テルミック、コマデン、ヤマモリ、東京特殊効果、テレフィット、IMAGICAコスモスペース、SIS(エス・アイ・エス)、ヌーベルバーグ、ACT、KDDI、日本テックトラスト、ホーコークリエイティブ、ジャパンテレビ、インターナショナルクリエイティブ、キャニットG、Day One、三響社（KDDI・ヌーベル→第12回-、YTV・シミズ・俳優座・東京特・テレフィ・IMAGICAコスモ・ACT・ホーコー・インター・キャニ・Day→第13回）
- 制作協力：AX-ON、オフィス・ケーアール、ゴットキッズ、モスキート、neo（neo→第13回）、AGASUS
- 情報提供：ORICON、DAM第一興商（共に第13回）
- 番組PR
  - ディレクター：萩原哲也（第12回-）、奥山翼（第13回）
- 幕張メッセイベントホール
  - 運営：光岡裕子、脇阪真琴、鈴木涼介、山崎李奈、池田琴（鈴木・池田→第13回）
  - 幕張メッセプロデューサー：前田直敬、本橋武夫、吉田一浩（前田→第10回はアテンドプロデューサー）
- 構成作家：桜井慎一、桝本壮志、川上トリオ、木南広明、成瀬正人
- デスク：西端薫
- 汐留本社 SVサブ
  - ベストポイントディレクター：豊永満、諏訪裕紀、出野皓平、大槻まな、八巻珠美、橋本康平（八巻→第12回-、大槻・橋本→第13回）
  - ディレクター：淺沼丈生、原皓史、後藤喬之、加村元輝（淺沼・加村→第12回-、原→第13回、加村→以前はFM）
  - プロデューサー：池田潔美（第13回）
- FM：片岡明日香（第13回、第12回はディレクター）、坪井優樹（第13回）、木村璃子（第13回、第12回は演出補）、加藤健太（第10回はディレクター、以前は嵐にしやがれコラボ企画ディレクター）、湯本夏輝（第12回-）、安達裕美（第13回）、三好典沙（第13回）、村岡隼斗（第13回）、黒木真衣（第13回）
- 制作進行：斎藤寿
- ディレクター：小倉寛太、錦織信彦、佐々木万由子、安達穣史、松本匡貴、稲元雅俊、庄司名衣、町田有、廣本諒介、亀井理美、織田充希、山口茉莉、松本亜弓、谷村佳奈、山本剛史、清水陸斗、鈴木優里、高橋果歩、神谷奈穂、斉籐鈴乃、岸本真依（廣本→第12回-、以前はAD、小倉・亀井・織田・山口・松本・谷村・山本・清水・鈴木・高橋・神谷・斉籐・岸本→第13回、亀井・山口・松本・山本→第12回は演出補、高橋・斉籐→第12回はFM）
- プロデューサー：傅克文、平井杏奈、富永結貴、清千里、森下典子、阿部聡、比嘉智樹、橋本隆、山崎佑里子、和田裕子、大塚明、阿比留ほのほ（阿部→第10,13回、平井・富永→第13回、平井→第12回は幕張メッセプロデューサー、阿部→第12回はディレクター、山崎・和田・大塚→第10回は幕張メッセプロデューサー、阿比留→以前はAD）
- 音楽演出：中村文彦（第12回-、第11回はディレクター）
- 生放送演出：渡辺春佳（第11回-、第10回は演出）
- 統括プロデューサー：岩崎小夜子（第13回、第10回はプロデューサー、第11,12回は総合プロデューサー）
- 総合演出：渡辺邦宏（第13回）
- チーフプロデューサー：滝澤真一郎（第13回）
- 製作著作：日本テレビ

## 受賞歴
- 「第30回ATP賞」の情報・バラエティ部門優秀賞を受賞[9]。
- 「ソーシャルテレビ・アワード 2014」大賞を受賞[10]

## 備考
第6回以降は各ページを参照。
第1回（2013年）
- 視聴率は第3・4・5部でそれぞれ11.5%、13.5%、14.5%を記録した（ビデオリサーチ調べ、関東地区・世帯・リアルタイム）[11][12]。
- テレビ史上初となるスペシャル企画として嵐のライブ中に行う視聴者参加型ゲームで参加する企画「リアルタイム音ゲーLIVE」が初めて行われ、嵐のデビュー曲「A・RA・SHI」を披露するライブに連動したデータ放送の走りゲーム「テレビ史上初! リアルタイム音ゲーLIVE 嵐 Feat.You」が実施された[13]。
- 嵐のレギュラー番組『嵐にしやがれ』とのコラボ企画が番組の随所で行われた。以後、毎年恒例のコーナーとして行われている。(2020年は新型コロナウイルス感染拡大防止のため実施せず)
- THE ALFEEの坂崎幸之助とTOKIOの城島茂のギターデュオによるロケ企画「坂崎茂の流しの旅」が行われた。以後、毎年恒例のコーナーとして行われている。
- 全出演ジャニーズアーティストがグループのメンバーをシャッフルしたスペシャルユニットでさまざまなメドレーを毎年恒例のコーナーとして行っている。
- 7月8日未明・14日深夜放送の『LIVE MONSTER』では未公開シーンを含む総集編を放送した。
- 第5部に放送された企画「うたうで! おどるで! THE カヴァ☆コラTV」は2014年1月6日19:00 - 20:54に単独番組として生放送された。
- 番組内で三代目 J Soul Brothersとトヨタ自動車「ヴェルファイア」のコラボCMが放映された。
- 番組の放送中にインターネットの連動で、番組の公式Twitterで出番前や出番後のアーティストや番組の裏側を紹介するツイートが投稿されている。以降、毎年行われている。
- トップバッターはさとう宗幸が務め、番組のラストにはアーティストたちが名曲をメドレーでつなぐ「名曲60年のちから」が行われた。

第2回（2014年）
- 視聴率は第1・2・3部でそれぞれ9.8%、12.3%、16.0%を記録し（ビデオリサーチ調べ、関東地区・世帯・リアルタイム）、いずれも前年を上回った[14]。
- スペシャル企画「リアルタイム音ゲーLIVE」の第二弾として、嵐が「Happiness」を披露するライブに連動したデータ放送の走りゲーム「リアルタイム走りゲーLIVE 嵐 Happiness Run」が実施された[15]。
- 7月13日・20日深夜放送の『LIVE MONSTER』では未公開シーンを含む総集編を放送した[16]。
- 7月19日・26日未明放送の『ミュージックドラゴン』では汐留ライブステージの未公開シーンを含む総集編を放送した。
- 前年と同じく、トヨタ自動車とのコラボCMが放映され、本年はSEKAI NO OWARIと、「ラクティス」のコラボCMが放映された。
- トップバッターは谷村新司、大トリは嵐が務めた。

第3回（2015年）
- 視聴率は第1・2・3部でそれぞれ8.3%、12.7%、15.7%を記録した（ビデオリサーチ調べ、関東地区・世帯・リアルタイム）[17]。
- スペシャル企画「リアルタイム音ゲーLIVE」の第三弾として、嵐が「Troublemaker」を披露するライブに連動したデータ放送のキャッチゲーム「リアルタイムゲームLIVE 嵐 Trouble キャッチ」が実施された[18]。
- NEWS×キャラオケ18番コラボ企画による、音楽シーンを振り返る筆記クイズコーナーを実施した。
- 本年もトヨタ自動車とのコラボCMが放映され、今年はゲスの極み乙女。と「ポルテ」、「スペイド」のコラボCMが放映された。
- トップバッターは薬師丸ひろ子、大トリは嵐が務めた。

第4回（2016年）
- 視聴率は第1・2・3部でそれぞれ8.0%、9.8%、14.2%を記録した（ビデオリサーチ調べ、関東地区・世帯・リアルタイム）[19]。
- 嵐のスペシャル企画は、嵐が「One Love」「Happiness」を披露中に楽曲の歌詞に出てくる単語が登場したらマスを開けられるビンゴゲームに挑戦できるスマートフォンとデータ放送の連動企画「史上最大のパーティーLIVE 嵐 リリックビンゴ」として実施された[20]。
- 第1部で南こうせつの「神田川」歌唱中にバングラデシュの日本人1人を救出のニュース速報が入り、後に臨時ニュースを挿入した。
- トップバッターは石井竜也、大トリは嵐が務めた。

第5回（2017年）
- 視聴率は第1・2・3部でそれぞれ7.8%、9.9%、12.8%を記録した（ビデオリサーチ調べ、関東地区・世帯・リアルタイム）[21]。
- 嵐のスペシャル企画では、嵐が「Beautiful days」を披露中にテレビやスマートフォンの画面に登場する星をキャッチするゲームに挑戦できるスマートフォンとデータ放送の連動企画「星の嵐を降らせよう! 嵐☆スターキャッチ」として実施された[22]。
- トップバッターは布袋寅泰、大トリは嵐が務めた。

## 各局の夏の大型音楽番組
- 思い出のメロディー（NHK、1969年 - 2019年）
- 夏祭りにっぽんの歌（テレビ東京系列ほか、1970年 - 2019年）
- 音楽の日（TBS系列、2011年 - ）
- FNS歌謡祭 夏[注 15]（フジテレビ系列、2012年 - ）
- テレ東音楽祭（テレビ東京系列ほか、2014年 - ）
- ミュージックステーションウルトラFES（テレビ朝日系列、2015年 - 2018年[注 16]）
- ライブ・エール（NHK、2020年 - 2024年）